# Thesium robynsii
Thesium robynsii là một loài thực vật có hoa trong họ Santalaceae. Loài này được Lawalree miêu tả khoa học đầu tiên.